# 辣椒素
辣椒素（英語：Capsaicin）又名辣素，辣椒鹼，即反式-8-甲基-N-香草基-6-壬烯酰胺，是辣椒属植物红辣椒的活性成分。它对包括人类在内的哺乳动物都有刺激性并可在皮膚中产生灼烧感。辣椒素和与其相关一些的化合物并称为辣椒素类化合物（英語：Capsaicinoids），它们可能是辣椒为阻止草食动物啃食和真菌寄生而产生的次级代谢产物。一般鸟类都对辣椒素类物质不敏感。纯的辣椒素是一种斥水亲脂、无色无嗅的结晶或蜡状化合物。

## 历史
1816年克里斯蒂安·弗里德里希·布霍尔茨首次提取到不纯的辣椒素化合物。由于是从辣椒属植物中提取的，他将这种物质称为“capsicin”（也就是为『蕃椒油』）。虽然在1876年John Clough Thresh就分离出了纯度很高的辣椒素，并将其命名为“capsaicin”（即为『辣椒素』），但直到1898年才由Karl Micko首次分离出纯净的辣椒素。辣椒素化学成分的确定是在1919年由E. K. Nelson首次完成的，他也部分确认了辣椒素的分子结构。1930年E. Spath和S. F. Darling完成了对辣椒素的人工合成。1961年，日本化学家S. Kosuge和Y. Inagaki从红辣椒中分离出了若干种辣椒素的类似物并将它们命名为“capsaicinoids”（即“辣椒素类物质”）。
德国药物学家鲁道夫·布克海姆和匈牙利医生Endre Hőgyes分别在1873年和1878年发现辣椒油（也就是部分纯化的辣椒素）与黏膜接触时能引起灼烧感并增加胃酸分泌。

## 辣椒素类物质
所有的辣椒素类化合物是C9-C11支链脂肪酸和香草基胺合成的酰胺类化合物，如二氢辣椒素、降二氢辣椒素、高二氢辣椒素和高辣椒素等。

## 自然功能
辣椒素大量存在于辣椒属植物果实的胎座组织（用以保护种子）、内膜中，在果实的肉质部分也有少量分布。虽然辣椒种子附着在辣椒果实内壁的白髓上同时白髓又含有高浓度的辣椒素，但辣椒种子本身却不产生任何辣椒素。
辣椒素植物的种子通常由鸟类散播。鸟类动物中能与辣椒素及其相关化学物质结合的TRPV1通道不会对这些辣椒素类物质作出响应（相反哺乳动物的TRPV1通道因其功能多样性和选择性灵敏度而使其会对辣椒素产生响应从而产生辣的味觉）。红辣椒种子随辣椒果实被鸟类摄入，经消化道被排出后仍可发芽，但具有臼齿的哺乳动物在食用辣椒果实的过程中会磨碎辣椒的种子使其失去发芽能力。因此自然选择的结果使辣椒果实中的辣椒素含量增加，因为这样做能减少辣椒果实被不能帮助其传播繁殖的哺乳动物啃食。此外，对野生辣椒的演化生态学研究显示辣椒素作为抗真菌剂阻止病原真菌镰刀霉菌，而受到这种真菌感染的辣椒种子生存能力降低、死亡率增大。

## 作用机理
辣椒素产生的灼烧和疼痛感，是来自于感官神经元的化学作用。辣椒素是香草素家族的成员，与香草素受体亚型1跨膜受体（TRPV1）结合。TRPV1在1997年被首次克隆。TRPV1是离子通道类型的受体。它被热、质子、物理磨损刺激时将允许阳离子穿过细胞膜，导致去极化。去极化作用又产生动作电位。因此，辣椒素分子与TRPV1受体结合后，产生类似过热或物理磨损的感觉，这就解释为什么辣椒素的辣味被描述为烧灼感。
早期的研究显示，相较于其他化学激动剂，辣椒素唤起一个惊人长期电流，这其中必有一个显著的限速因子。在这之后，所述的TRPV1离子通道已被证明是瞬时受体电位离子通道的超家族成员，因此现在被称为为TRPV1。有许多不同的瞬时受体电位已经被证明是对温度的不同范围敏感，并且可能负责对我们环境温度的感知。
因此，辣椒里的辣椒素实际上不引起类似于触碰到酸或碱而产生的化学烧伤，也没有任何直接的组织损伤。暴露于辣椒素引起的炎症被认为是身体对神经兴奋的反应。例如，辣椒素诱导支气管收缩的作用方式被认为涉及C纤维释放神经肽。总的来说，是身体以为自己灼伤或擦伤，所以导致炎性反应。如果暴露在大量辣椒素下，炎症可导致组织损伤，正如其他触发炎症反应的物质一样。

## 用途

### 食品
由于辣椒素与黏膜接触能引起灼烧感，所以食品中可添加辣椒素来增加食物的辣味。高浓度的辣椒素也能在皮肤的一些敏感区域引起灼烧感。常用史高维尔指数来衡量辣味物质的辛辣程度。

### 防身
市售的防身噴霧通常內含有辣椒素，噴向敵人可造成敵人受刺激而失去行動能力，效果從幾分鐘至一小時不等，不會留下永久性傷害。

## 健康

### 胃溃疡
辣椒素在动物和人体实验中有降低胃酸分泌、增加胃粘液分泌、帮助胃溃疡愈合的作用。新加坡的流行病学研究显示，吃辣较少的华裔的胃溃疡发病率是马来裔和印度裔的三倍。中国的流行病学研究也有类似的结论。